# Fingerfood

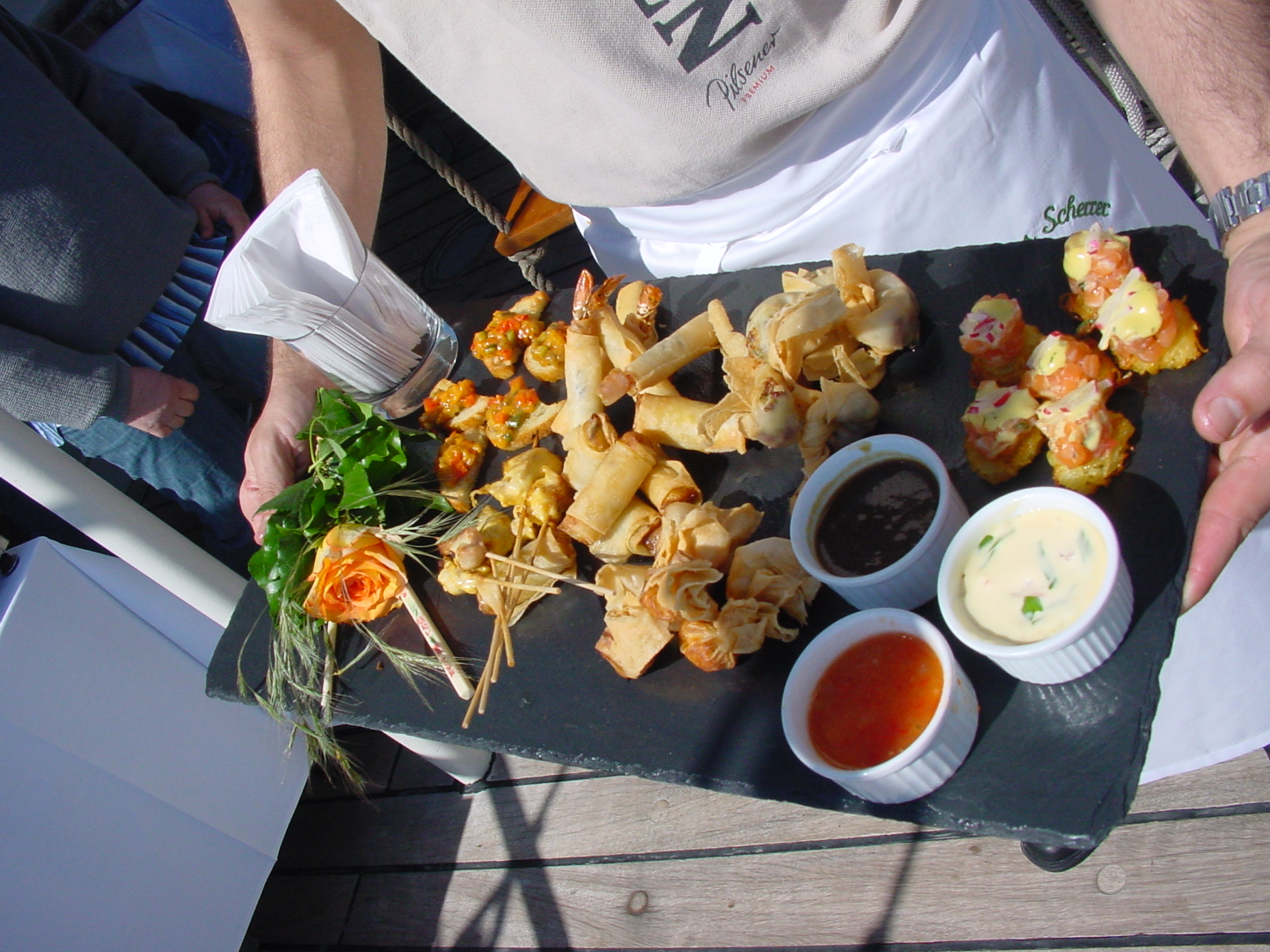
Fingerfood

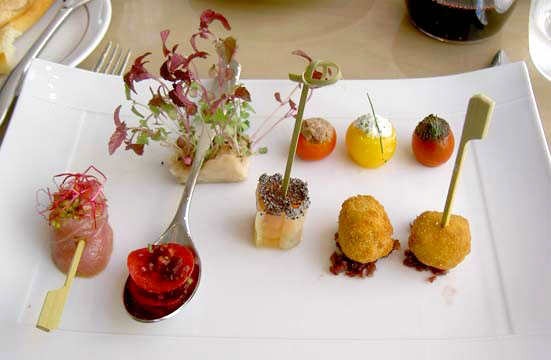
Appetizer in einem Restaurant

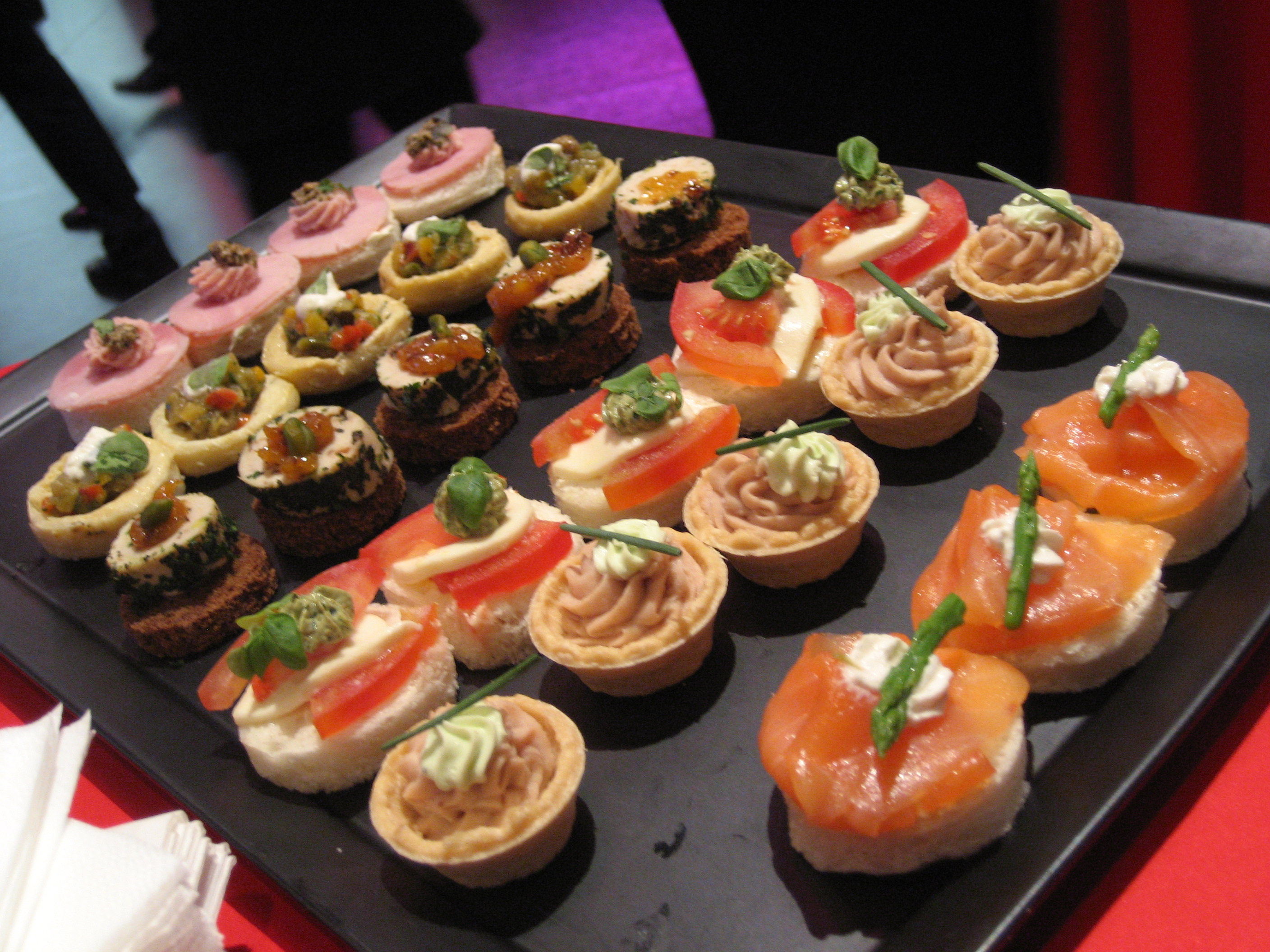
Apérogebäck

Fingerfood (von englisch finger ‚Finger‘ und food ‚Nahrung‘), auch „Häppchen“ genannt, bezeichnet Speisen, die mit den Fingern statt mit Besteck gegessen werden.

## Definition
Der Duden definiert Fingerfood als „Speisen, die so zubereitet sind, dass sie [auf Partys oder Empfängen] ohne Besteck [mit den Fingern] zum Mund geführt werden können“. Das Reglement des Schweizer Bocuse d’Or sieht darüber hinaus vor, dass Fingerfood „in maximal 2 Bissen stehend mit einer Hand gegessen werden“ können muss. Dazu zählen auch Antipasti, Appetithäppchen, Canapés, Meze, Sandwichs, Snack, Tapas und Tortillas sowie an kleinen Spießen servierte Lebensmittel. Sushi gehört ebenfalls zu Fingerfood, da die japanische Etikette das Essen mit der Hand ohne Verwendung von Essstäbchen gestattet. Hierbei ist aber das Essen mit nur einem Bissen gestattet. Auch im Fast-Food-Segment werden diverse Fingerfood-Gerichte, z. B. Chicken Wings, angeboten, gerade beim Unterwegs-Essen ist diese Art des Essens praktisch.

## Geschichte
Sandwiches sind unter diesem Namen für Mitte des 18. Jahrhunderts nachgewiesen, zunächst nur in England. Canapés kamen in Frankreich gegen Ende des 18. Jahrhunderts auf. Wann und wo die Sammelbezeichnung „Fingerfood“ aufkam, ist nicht bekannt.

## Varianten
Bei der Pflege von Senioren und Behinderten wird Fingerfood aus Bestandteilen des normalen Menüs für jene Patienten geformt, die nicht mit Messer und Gabel essen können; damit ist die Verfügbarkeit des Essens wie zu Hause möglich und lässt besonders Patienten ohne Zeitgefühl mehr Selbständigkeit beim Essen.